# Хатки (Наровлянский район)
Хатки (бел. Хаткі) — упразднённая деревня в Вербовичском сельсовете Наровлянского района Гомельской области Беларуси.
Кругом лес. Около деревни месторождения глины и суглинков.
В связи с радиационным загрязнением после катастрофы на Чернобыльской АЭС жители (92 семьи) переселены в чистые места, преимущественно в деревни Хомичи и Лески Калинковичского района.

## География

### Расположение
На территории Полесского радиационно-экологического заповедника.
В 52 км на юго-восток от Наровли, 77 км от железнодорожной станции Ельск (на линии Калинковичи — Овруч), 230 км от Гомеля.

## Транспортная сеть
Транспортные связи по просёлочной, а затем автодороге Довляды — Хойники. Планировка состоит из длинной и 3 коротких, параллельных между собой улиц, ориентированных меридионально. Застройка двусторонняя, деревянная, усадебного типа.

## История
По письменным источникам известна с XIX века как немецкая колония, в Холмечской волости Речицкого уезда Минской губернии. В связи с началом в 1914 году первой мировой войны все жители немецкой национальности были выселены в глубокий тыл.
С 20 августа 1924 года до 16 июля 1954 года центр Хотковского сельсовета Наровлянского района Мозырского (до 26 июля 1930 года и с 21 июня 1935 года по 20 февраля 1938 года) округа, с 20 февраля 1938 года Полесской, с 8 января 1934 года Гомельской областей.
В 1930 году организован колхоз «Новая искра», работала кузница. В 1934 году действовали 7-летняя школа, детский сад, изба-читальня, почтовое отделение. Во время Великой Отечественной войны 27 жителей погибли на фронте. В 1986 году входила в состав совхоза «Припять» (центр — деревня Вепры, затем центр в деревне Довляды). Имелись 8-летняя школа, отделение связи, фельдшерско-акушерский пункт, магазин.

## Население

### Численность
- 1980-е — жители (92 семьи) переселены.

### Динамика
- 1959 год — 494 жителя (согласно переписи).
- 1986 год — 92 двора, 189 жителей.
- 1980-е — жители (92 семьи) переселены.